# Andrei Nikiforowitsch Woronichin

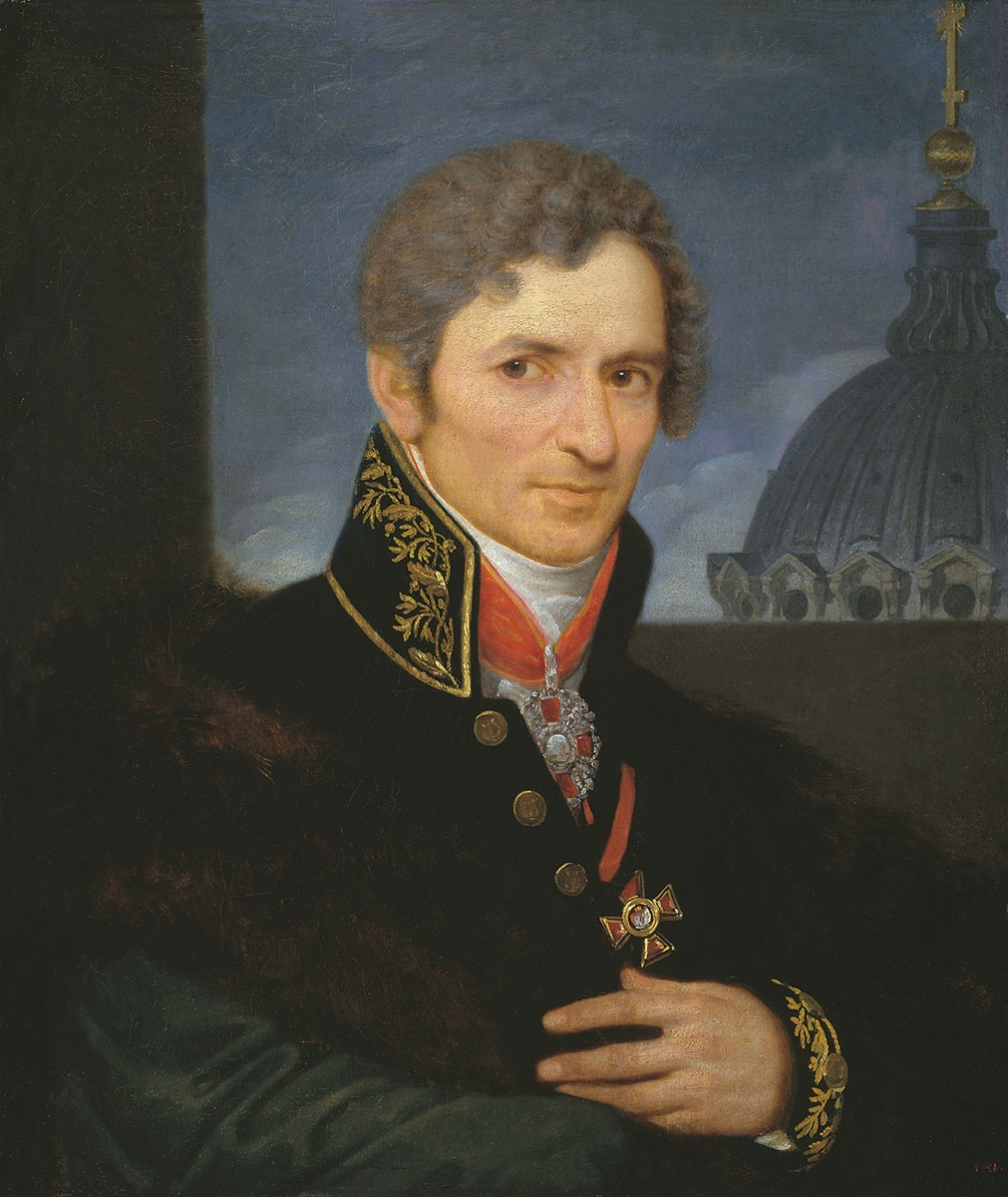
Andrei Nikiforowitsch Woronichin

Andrei Nikiforowitsch Woronichin (russisch Андрей Никифорович Воронихин; * 17. Oktoberjul. / 28. Oktober 1759greg. in Nowoje Ussolje, Gouvernement Perm; † 21. Februarjul. / 5. März 1814greg. in Sankt Petersburg) war ein russischer Architekt, Bildhauer und Maler.

## Leben
Woronichin war ein Leibeigener des Grafen Alexander Stroganow und wurde von diesem im Jahre 1777 zum Studium der Malerei und der bildenden Künste nach Moskau geschickt. Dort zählten unter anderem die  Architekten Wassili Baschenow und Matwei Kasakow zu seinen Lehrern. Danach ging er nach Sankt Petersburg, wo er seine Studien fortsetzte. Der Graf Stroganow nahm ihn zu seinen ausgedehnten Reisen durch Russland mit, bei denen er mehrere Skizzen und Bilder für seinen „Herren“ angefertigt hatte. Da der Graf vom Talent des Woronichin tief beeindruckt war, schenkte er ihm 1786 Freiheit und protegierte ihn weiterhin. Unter anderem finanzierte er seine Reisen in die Schweiz und nach Paris, wo Woronichin sein Wissen in Malerei und den bildenden Künsten vertiefte und sich dem Studium der Architektur und der Mathematik widmete.
Er kehrte 1790 in die Heimat zurück und bekam bald daraufhin seinen ersten Auftrag. Er wurde mit der Modernisierung und Erweiterung des Palastes seiner Gönnerfamilie, der Stroganows in Sankt Petersburg beauftragt. Für seine hervorragenden und zum Teil innovativen Baumethoden wurde er 1794 in die Akademie der bildenden Künste Russlands aufgenommen. Woronichin beschäftigte sich weiterhin meistens mit den Bauarbeiten für die Stroganows, erwarb sich dabei den Ruf als einer der besten zeitgenössischen Baukünstler Russlands und wurde 1800 zum Hauptarchitekten bei dem Bau der Kasaner Kathedrale ernannt.
Der Auftrag zum Bau dieser Kathedrale in Sankt Petersburg (von 1801 bis 1813) stellte den Höhepunkt der architektonischen Leistung Woronichins dar. Er entschied sich für eine eigenständige Verwirklichung seiner Ideen und Traditionen, wobei er sich von der Struktur des Petersdoms inspirieren ließ. Er wollte in dem triumphalen Anblick der Kathedrale die „Größe und Stärke“ des russischen Volkes verewigen und gleichzeitig ihr eine gewisse Leichtigkeit und Geschmeidigkeit verleihen. Zum symbolischen Zentrum der Kathedrale gestaltete er die riesige Kolonnade, die der Kathedrale den Eindruck eines öffentlichen Gebäudes gab. Er arbeitete mit dem Bildhauer Pierre-Louis Agie zusammen.
Gleichzeitig erbaute er das Gebäude des Berginstituts in St. Petersburg (von 1806 bis 1811), wobei er mehrere Skulpturengruppen, die im Gebäude positioniert wurden, selber entwarf und anfertigte. Im Jahre 1803 restaurierte er das Zarenpalais in Pawlowsk.
Als Woronichin 1814 in St. Petersburg starb, war er ein reicher Mann, der in den höchsten Kreisen der zaristischen Gesellschaft verkehrte. Seine Kindheit und Jugend, die er als Leibeigener verbrachte, ließen ihn sein ganzes Leben lang nach Ruhm und Anerkennung streben.
Die Leistungen Woronichins stellten eine Weiterentwicklung der damaligen russischen Architektur dar.